# Безанж-ла-Птит
Беза́нж-ла-Пти́т (фр. Bezange-la-Petite) — коммуна на северо-востоке Франции, регион Гранд-Эст (бывший Эльзас — Шампань — Арденны — Лотарингия), департамент Мозель. Относится к кантону Вик-сюр-Сей.	

## Географическое положение
Безанж-ла-Птит	расположен в 55 км к юго-востоку от Меца. Соседние коммуны: Лезе на севере, Ле на востоке, Монкур на юго-востоке, Куанкур на юге, Решикур-ла-Петит на юго-западе, Жюврекур и Ксанре на северо-западе.

## История
- Поселение известно с 699 года под германоязычным названием Bisanga.
- Деревня принадлежала епископату Меца и входила в сеньорат де Вик.
- 14 декабря 1593 года часть прав на Безанж-ла-Петит отошла к герцогству Лотарингия.
- В 1790 году Безанж-ла-Петит вошёл в кантон Бурдонне бывшего департамента Мёрт.
- В 1871 году Безанж-ла-Петит по франкфуртскому договору отошёл к Германской империи и получил германизированное название Kleinbessingen. В 1918 году после поражения Германии в Первой мировой войне вновь вошёл в состав Франции в департамент Мозель.
- Коммуна подверглась сильным разрушениям во время Второй мировой войны 1939—1945 годов.

## Демография
По переписи 2008 года в коммуне проживал 91 человек.	

## Достопримечательности
- Церковь Сен-Бартелеми, построена в 1962 году.